# HD 195909
HD 195909 är en gul jättestjärna i Delfinens stjärnbild..
Stjärnan har visuell magnitud 6,42 och är nätt och jämnt synlig för blotta ögat vid mycket god seeing.